# ایکی، ناگاساکی
ایکی در استان ناگازاکی در کشور ژاپن واقع شده‌است که دارای جمعیت ۳۰٬۳۵۲ نفر و مساحت ۱۳۸٫۵۰ کیلومتر مربع با تراکم جمعیت ۲۱۹ نفر در کیلومترمربع است و در تاریخ ۱ مارس ۲۰۰۴ به عنوان شهر شناخته شد.